# Missile M45
Le missile M45 est le missile mer-sol balistique stratégique français équipant les sous-marins nucléaires lanceurs d'engins (SNLE) de nouvelle génération de la Force océanique stratégique française (FOST). Mis en service en octobre 1996, son déploiement s’est achevé en 1999 et depuis 2010, il est progressivement remplacé par le M51.

## Développement
Pour un article plus général, voir Histoire du missile balistique.
Le développement du missile M45 s’inscrit dans l’évolution de la force de dissuasion française initiée par le missile M1 entrée en service en 1971. Le missile, dérivé du M4, est comme pour tous les systèmes de missiles balistiques de la force de dissuasion française, développé par Aérospatiale et repris ensuite par EADS Astrium Space Transportation.

## Caractéristiques
Il diffère de son prédécesseur par l’amélioration de sa portée, qui est passée de 4 000 km à 6 000 km, mais également par l’amélioration de sa partie supérieure : précision augmentée, capacités de pénétrations améliorées, emploi de l’ogive furtive TN 75 de 110 kt qui tient compte de la nature des défenses d’un adversaire potentiel à l’horizon de l’an 2000, dont il peut transporter jusqu’à six exemplaires.
Le M45 a été mis en service au printemps 1997 à bord du Triomphant jusqu’en 2015, après quoi il y fut remplacé par le missile M51.

Dessin du mirvage d’un M45.
Comparaison des systèmes d’armements : à gauche, un SNLE équipé du M4 et à droite, un SNLE-NG équipé du M45 ainsi que le M51.

|                         | M-4A              | M-4B              | M-45              | M-51                                    |
| ----------------------- | ----------------- | ----------------- | ----------------- | --------------------------------------- |
| Déploiement             | Mai 1985          | 1987              | Mars 1997         | 2010                                    |
| Masse au lancement      | 35 t              | 35 t              | 35 t              | 54 t                                    |
| Longueur                | 11,05 m           | 11,05 m           | 11,05 m           | 12 m                                    |
| Diamètre                | 1,93 m            | 1,93 m            | 1,93 m            | 2,3 m                                   |
| Portée                  | 4 000 km          | 5 000 km          | 6 000 km          | environ 10 000 km                       |
| Altitude                | 100 km            | 100 km            | 100 km            |                                         |
| Charge                  | 6 TN-70 de 150 kT | 6 TN-71 de 150 kT | 6 TN-75 de 110 kT | 6 à 10 TN-75 de 110 kT 10 TNO de 100 kT |
| Guidage                 | Inertiel          | Inertiel          | Inertiel          | Inertiel                                |
| Plateforme              | SNLE              | SNLE              | SNLE-NG           | SNLE-NG                                 |
| Têtes actives (2002)    | 16                | 16                | 32                |                                         |
| Têtes en réserve (2002) | 96                | 96                | 192               |                                         |